# Walter Braeuer
Walter Braeuer (* 5. Oktober 1906 in Hanau; † 12. März 1992 in Reinbek) war Professor für Volkswirtschaftslehre und Thünen-Forscher.

## Leben
Braeuer studierte Volkswirtschaftslehre in Berlin und Mannheim. Im Jahr 1934 wurde er an der Universität Frankfurt mit der Arbeit Kartell und Konjunktur. Der Meinungsstreit in fünf Jahrzehnten promoviert. 1927 trat Braeuer in die SPD ein, 1930 wechselte er zur KPD. Im Sommer 1933 wurde Braeuer unter dem Verdacht, kommunistische Propaganda herzustellen, in Schutzhaft genommen. Nach seiner Promotion emigrierte er in die Schweiz, 1936 wechselte er nach Paris, wo er im Betrieb seines Bruders arbeitete. Am 4. Dezember 1936 wurde Braeuer die deutsche Staatsbürgerschaft, 1937 der Doktorgrad der Universität Frankfurt aberkannt.
Zu Beginn des Zweiten Weltkrieges wurde Braeuer interniert und am 12. September 1941 von der Wehrmacht in Chalon-sur-Saône verhaftet. Am 24. November 1942 wurde er vom Oberlandesgericht Kassel zu sieben Jahren Zuchthaus verurteilt. Die Haft verbrachte Braeuer größtenteils in Ziegenhain; am 3. Mai 1945 wurde er von der Roten Armee befreit.
Am 15. September 1945 wurde Braeuer wissenschaftliche Hilfskraft am Thünen-Archiv der Universität Rostock. Im Herbst 1946 habilitierte er mit einer Arbeit zu Thünens Lohnformel. Ab Oktober 1947 war Braeuer Professor mit vollem Lehrauftrag für das Fach Statistik an der Universität Rostock. Im Mai 1950 wechselte er von der DDR in die BRD, da er dem Stalinismus ablehnend gegenüberstand. In den ersten zehn Jahren in der Bundesrepublik arbeitete Braeuer vor allem als Übersetzer. Aus Mitteln zur Eingliederung der aus der SBZ geflüchteten Wissenschaftler erhielt er 1960 einen Lehrauftrag an der Universität Marburg. Dort war er bis zu seiner Pensionierung 1972 tätig.

## Schriften
- Johann Heinrich von Thünen: Ausgewählte Texte. Westkulturverlag, Meisenheim 1951.
- Urahnen der Ökonomie. Von der Volkswirtschaftslehre des Altertums und des Mittelalters. Ölschläger, München 1981, ISBN 3-88295-072-2.
- Galiani, mein Freund. Hitzeroth, Marburg 1989, ISBN 3-925944-95-8.